# Matilde Gonçalves Carralves
Matilde Florentina Gonçalves Carralves ( 1943) es una botánica, algóloga, brióloga, micóloga, artista e ilustradora argentina. Ha sido investigadora en el "Centro de Estudios en Biología Marina", del CONICET.

## Algunas publicaciones
- oscar Kühnemann, matilde f. Goncalves Carralves. 1976. Sobre Cryphaeophilum molle (Dus.) Fleisch. Meteoriaceae-Briofitas. Bol. Soc. Arg. Bot. 17 (3-4): 247-251

- 1980. Un caso teratológico de Oedipodium fuegianum (Musci)

## Honores
- Galardón de la "Sociedad Latinoamericana de Briología", por logo seleccionado por concurso, luego de la fundación de esa sociedad, llevada a cabo en México en el año de 1982[3]
- La abreviatura «Carralves o Gonç.-Carr.» se emplea para indicar a Matilde Gonçalves Carralves como autoridad en la descripción y clasificación científica de los vegetales.[4]